# Diplacina braueri
Diplacina braueri – gatunek ważki z rodziny ważkowatych (Libellulidae).